# ほねのうずめ方
『ほねのうずめ方』（ほねのうずめかた）は、榊いずみ通算10枚目のスタジオ・アルバム。
2014年7月26日にFamily Tree Recordsから発売された。規格品番はFTR-CD003。

## 解説
- 榊いずみでは3枚目、橘いずみ名義を含めると通算10枚目のオリジナル・アルバム。
- 前作セルフカバー・アルバム『AG』から1年ぶり、オリジナル・アルバムは『一瞬のまばたきみたいに消えてしまう僕らはきらめき』以来3年ぶり[2]。
- 2曲目「ワールドワイドワールド」はアルバム発売後、ライブの定番曲となっている。

## 収録曲
| #         | タイトル                   | 作詞      | 作曲             | 時間  |
| --------- | -------------------------- | --------- | ---------------- | ----- |
| 1.        | 「グラヴィティー」         | 榊いずみ  | 榊いずみ・佐藤亙 | 4:37  |
| 2.        | 「ワールドワイドワールド」 | 榊いずみ  | 榊いずみ・佐藤亙 | 5:18  |
| 3.        | 「サンビーム」             | 榊いずみ  | 榊いずみ・佐藤亙 | 5:30  |
| 4.        | 「我忘れ」                 | 榊いずみ  | 榊いずみ・佐藤亙 | 3:52  |
| 5.        | 「やさしい雨」             | 榊いずみ  | 榊いずみ・佐藤亙 | 5:20  |
| 6.        | 「あんたのアンサー」       | 榊いずみ  | 榊いずみ・佐藤亙 | 3:50  |
| 7.        | 「ジャスミン」             | 榊いずみ  | 榊いずみ・佐藤亙 | 4:07  |
| 8.        | 「蜘蛛の糸」               | 榊いずみ  | 榊いずみ・佐藤亙 | 5:13  |
| 9.        | 「僕らの未来」             | 榊いずみ  | 榊いずみ・佐藤亙 | 5:32  |
| 10.       | 「HEROを待っている」       | 榊いずみ  | 榊いずみ・佐藤亙 | 3:23  |
| 合計時間: | 合計時間:                  | 合計時間: | 合計時間:        | 46:42 |

## ミュージシャン
- 榊いずみ - ボーカル、ギター、ブルース・ハープ、パーカッション、コーラス、ハンドクラップ
- 佐藤亙 - ギター、コーラス、ハンドクラップ
- 末藤健二 - ドラムス、パーカッション、ハンドクラップ
- 宮田繁男 - ドラムス
- 隅倉弘至 - ベース、ハンドクラップ